# A Manchester City FC 2015–2016-os szezonja
Ez a szócikk a Manchester City FC 2015–2016-os szezonjáról szól.

## Mezek
| Hazai |  | Hazai 2 |  | Vendég |  | Harmadik | Harmadik 2 |  | Kapus 1 |  | Kapus 2 | Kapus 3 |  |

## Játékosok

### Felnőtt keret
A szezon közben távozott játékosok dőlttel jelezve.
| #  |     | Poszt | Név                |
| -- | --- | ----- | ------------------ |
| 1  | ENG | K     | Joe Hart           |
| 3  | FRA | V     | Bacary Sagna       |
| 4  | BEL | V     | Vincent Kompany    |
| 5  | ARG | V     | Pablo Zabaleta     |
| 6  | BRA | KP    | Fernando           |
| 7  | ENG | CS    | Raheem Sterling    |
| 8  | FRA | KP    | Samir Nasri        |
| 10 | ARG | CS    | Sergio Agüero      |
| 11 | SER | V     | Aleksandar Kolarov |
| 13 | ARG | K     | Wilfredo Caballero |
| 14 | CIV | CS    | Wilfried Bony      |
| 15 | ESP | KP    | Jesús Navas        |
| 17 | BEL | KP    | Kevin De Bruyne    |

| #  |     | Poszt | Név               |
| -- | --- | ----- | ----------------- |
| 18 | ENG | KP    | Fabian Delph      |
| 20 | FRA | V     | Eliaquim Mangala  |
| 21 | ESP | KP    | David Silva       |
| 22 | FRA | V     | Gaël Clichy       |
| 25 | BRA | KP    | Fernandinho       |
| 26 | ARG | V     | Martín Demichelis |
| 27 | ENG | KP    | Patrick Roberts   |
| 28 | BEL | V     | Jason Denayer     |
| 29 | ENG | K     | Richard Wright    |
| 30 | ARG | V     | Nicolás Otamendi  |
| 36 | ARG | KP    | Bruno Zuculini    |
| 42 | CIV | KP    | Yaya Touré        |
| 72 | NGR | CS    | Kelechi Iheanacho |

### Átigazolások

#### Érkezők
| Dátum         | Játékos          | Nemzetiség | Poszt       | Honnan                 | Átigazolási összeg |
| ------------- | ---------------- | ---------- | ----------- | ---------------------- | ------------------ |
| 2015. 07. 14. | Raheem Sterling  | angol      | középpályás | Liverpool              | £ 44 000 000       |
| 2015. 07. 17. | Fabian Delph     | angol      | középpályás | Aston Villa            | £ 8 000 000        |
| 2015. 07. 19. | Patrick Roberts  | angol      | középpályás | Fulham                 | £ 12 000 000       |
| 2015. 08. 20. | Nicolás Otamendi | argentin   | hátvéd      | Valencia               | £ 28 400 000       |
| 2015. 08. 30. | Kevin De Bruyne  | belga      | középpályás | Wolfsburg              | £ 54 500 000       |
| 2015. 10. 26. | Luke Brattan     | ausztrál   | középpályás | csapat nélkül          | ingyen             |
| 2016. 01. 15. | Anthony Cáceres  | ausztrál   | középpályás | Central Coast Mariners | nem közölt         |

#### Távozók
| Dátum         | Játékos         | Nemzetiség | Poszt       | Hova          | Átigazolási összeg |
| ------------- | --------------- | ---------- | ----------- | ------------- | ------------------ |
| 2015. 07. 01. | Dedryck Boyata  | belga      | hátvéd      | Celtic        | £ 1 700 000        |
| 2015. 07. 01. | Matija Nastasić | szerb      | hátvéd      | Schalke 04    | £ 8 300 000        |
| 2015. 07. 01. | Micah Richards  | angol      | hátvéd      | Aston Villa   | ingyen             |
| 2015. 07. 01. | Scott Sinclair  | angol      | hátvéd      | Aston Villa   | £ 3 000 000        |
| 2015. 07. 01. | Frank Lampard   | angol      | középpályás | New York City | ingyen             |
| 2015. 07. 01. | James Milner    | angol      | középpályás | Liverpool     | ingyen             |
| 2015. 07. 01. | Álvaro Negredo  | spanyol    | csatár      | Valencia      | £ 22 000 000       |
| 2015. 07. 01. | John Guidetti   | svéd       | csatár      | Celta Vigo    | ingyen             |
| 2015. 07. 01. | Karim Rekik     | holland    | hátvéd      | Marseille     | £ 3 900 000        |
| 2015. 08. 28. | Marcos Lopes    | portugál   | hátvéd      | Monaco        | £ 9 000 000        |

## Stáb
| Tulajdonos              | HH Manszúr bin Zajed al-Nahjan |
| Elnök                   | Kaldun al-Mubarak              |
| Vezérigazgató (CEO)     | Ferran Soriano                 |
| Nem ügyvezető igazgatók | Simon Pearce                   |
| Nem ügyvezető igazgatók | Martin Edelman                 |
| Nem ügyvezető igazgatók | Mohamed al-Mazrouei            |
| Nem ügyvezető igazgatók | John Macbeath                  |
| Nem ügyvezető igazgatók | Alberto Galassi                |

| Vezetőedző             | Manuel Pellegrini    |
| Segédedző              | Brian Kidd           |
| Segédedző              | Ruben Cousillas Fuse |
| Kapusedző              | Xabier Mancisidor    |
| Erőnléti edző          | Jose Cabello         |
| Szakmai igazgató (DoF) | Txiki Begiristain    |
| U21 edző (EDS)         | Patrick Vieira       |
| U21 segédedző (EDS)    | Simon Davies         |
| Akadémia menedzser     | Jason Wilcox         |

## Mérkőzések

### Barátságos találkozók
| 2015. július 15. |

| Adelaide United | 0 – 2               | Manchester City         |
| --------------- | ------------------- | ----------------------- |
|                 | (0 – 0) Jegyzőkönyv | 63' Barker 84' Zuculini |

| Robina Stadium, Gold Coast Nézőszám: zárt kapuk mögött |

| 2015. július 18. 19:00 (CEST) |

| Melbourne City | 1 – 2               | Manchester City |
| -------------- | ------------------- | --------------- |
|                | (0 – 1) Jegyzőkönyv | 86' Nasri       |

| Robina Stadium, Gold Coast Játékvezető: Strebre Delovski |

| 2015. július 15. |

| Adelaide United | 0 – 2               | Manchester City         |
| --------------- | ------------------- | ----------------------- |
|                 | (0 – 0) Jegyzőkönyv | 63' Barker 84' Zuculini |

| Robina Stadium, Gold Coast Nézőszám: zárt kapuk mögött |

| 2015. július 18. 19:00 (CEST) |

| Melbourne City | 1 – 2               | Manchester City |
| -------------- | ------------------- | --------------- |
|                | (0 – 1) Jegyzőkönyv | 86' Nasri       |

| Robina Stadium, Gold Coast Játékvezető: Strebre Delovski |

| International Champions Cup |
| --------------------------- |
|                             |

| Barátságos mérkőzés |
| ------------------- |
|                     |

### Bajnokság
| 2015. augusztus 10. 21:00 (CEST) 1. forduló |

| West Bromwich Albion | 0 – 3               | Manchester City          |
| -------------------- | ------------------- | ------------------------ |
|                      | (0 – 2) Jegyzőkönyv | 9' 24' Touré 59' Kompany |

| The Hawthorns, West Bromwich Nézőszám: 24 564 Játékvezető: Mike Dean |

| 2015. augusztus 16. 17:00 (CEST) 2. forduló |

| Manchester City                        | 3 – 0               | Chelsea |
| -------------------------------------- | ------------------- | ------- |
| Agüero 31' Kompany 79' Fernandinho 85' | (1 – 0) Jegyzőkönyv |         |

| City of Manchester Stadium, Manchester Nézőszám: 54 331 Játékvezető: Martin Atkinson |

| 2015. augusztus 23. 17:00 (CEST) 3. forduló |

| Everton | 0 – 2               | Manchester City       |
| ------- | ------------------- | --------------------- |
|         | (0 – 0) Jegyzőkönyv | 60' Kolarov 88' Nasri |

| Goodison Park, Liverpool Nézőszám: 38 523 Játékvezető: Anthony Taylor |

| 2015. augusztus 29. 16:00 (CEST) 4. forduló |

| Manchester City              | 2 – 0               | Watford |
| ---------------------------- | ------------------- | ------- |
| Sterling 47' Fernandinho 56' | (0 – 0) Jegyzőkönyv |         |

| City of Manchester Stadium, Manchester Nézőszám: 53 218 Játékvezető: Mark Clattenburg |

| 2015. augusztus 10. 21:00 (CEST) 1. forduló |

| West Bromwich Albion | 0 – 3               | Manchester City          |
| -------------------- | ------------------- | ------------------------ |
|                      | (0 – 2) Jegyzőkönyv | 9' 24' Touré 59' Kompany |

| The Hawthorns, West Bromwich Nézőszám: 24 564 Játékvezető: Mike Dean |

| 2015. augusztus 16. 17:00 (CEST) 2. forduló |

| Manchester City                        | 3 – 0               | Chelsea |
| -------------------------------------- | ------------------- | ------- |
| Agüero 31' Kompany 79' Fernandinho 85' | (1 – 0) Jegyzőkönyv |         |

| City of Manchester Stadium, Manchester Nézőszám: 54 331 Játékvezető: Martin Atkinson |

| 2015. augusztus 23. 17:00 (CEST) 3. forduló |

| Everton | 0 – 2               | Manchester City       |
| ------- | ------------------- | --------------------- |
|         | (0 – 0) Jegyzőkönyv | 60' Kolarov 88' Nasri |

| Goodison Park, Liverpool Nézőszám: 38 523 Játékvezető: Anthony Taylor |

| 2015. augusztus 29. 16:00 (CEST) 4. forduló |

| Manchester City              | 2 – 0               | Watford |
| ---------------------------- | ------------------- | ------- |
| Sterling 47' Fernandinho 56' | (0 – 0) Jegyzőkönyv |         |

| City of Manchester Stadium, Manchester Nézőszám: 53 218 Játékvezető: Mark Clattenburg |

| 2015. szeptember 12. 16:00 (CEST) 5. forduló |

| Crystal Palace | 0 – 1               | Manchester City |
| -------------- | ------------------- | --------------- |
|                | (0 – 0) Jegyzőkönyv | 90' Iheanacho   |

| Selhurst Park, London Nézőszám: 25 167 Játékvezető: Mike Jones |

| 2015. szeptember 19. 18:30 (CEST) 6. forduló |

| Manchester City | 1 – 2               | West Ham United    |
| --------------- | ------------------- | ------------------ |
| De Bruyne 45+2' | (1 – 2) Jegyzőkönyv | 6' Moses 31' Sakho |

| City of Manchester Stadium, Manchester Nézőszám: 53 545 Játékvezető: Madley |

| 2015. szeptember 26. 13:45 (CEST) 7. forduló |

| Tottenham Hotspur                             | 4 – 1               | Manchester City |
| --------------------------------------------- | ------------------- | --------------- |
| Dier 45' Alderweireld 50' Kane 61' Lamela 79' | (1 – 1) Jegyzőkönyv | 6' De Bruyne    |

| White Hart Lane, London Nézőszám: 35 867 Játékvezető: Mark Clattenburg |

| 2015. szeptember 12. 16:00 (CEST) 5. forduló |

| Crystal Palace | 0 – 1               | Manchester City |
| -------------- | ------------------- | --------------- |
|                | (0 – 0) Jegyzőkönyv | 90' Iheanacho   |

| Selhurst Park, London Nézőszám: 25 167 Játékvezető: Mike Jones |

| 2015. szeptember 19. 18:30 (CEST) 6. forduló |

| Manchester City | 1 – 2               | West Ham United    |
| --------------- | ------------------- | ------------------ |
| De Bruyne 45+2' | (1 – 2) Jegyzőkönyv | 6' Moses 31' Sakho |

| City of Manchester Stadium, Manchester Nézőszám: 53 545 Játékvezető: Madley |

| 2015. szeptember 26. 13:45 (CEST) 7. forduló |

| Tottenham Hotspur                             | 4 – 1               | Manchester City |
| --------------------------------------------- | ------------------- | --------------- |
| Dier 45' Alderweireld 50' Kane 61' Lamela 79' | (1 – 1) Jegyzőkönyv | 6' De Bruyne    |

| White Hart Lane, London Nézőszám: 35 867 Játékvezető: Mark Clattenburg |

| 2015. október 3. 16:00 (CEST) 8. forduló |

| Manchester City                          | 6 – 1               | Newcastle United |
| ---------------------------------------- | ------------------- | ---------------- |
| Agüero 42' 49' 50' 60' 62' De Bruyne 53' | (1 – 1) Jegyzőkönyv | 18' Mitrović     |

| City of Manchester Stadium, Manchester Nézőszám: 53 850 Játékvezető: Kevin Friend |

| 2015. október 17. 16:00 (CEST) 9. forduló |

| Manchester City                    | 5 – 1               | Bournemouth |
| ---------------------------------- | ------------------- | ----------- |
| Sterling 7' 29' 45+3' Bony 11' 89' | (4 – 1) Jegyzőkönyv | 22' Murray  |

| City of Manchester Stadium, Manchester Nézőszám: 54 502 Játékvezető: Mike Dean |

| 2015. október 25. 15:05 (CEST) 10. forduló |

| Manchester United | 0 – 0               | Manchester City |
| ----------------- | ------------------- | --------------- |
|                   | (0 – 0) Jegyzőkönyv |                 |

| Old Trafford, Manchester Nézőszám: 75 329 Játékvezető: Mark Clattenburg |

| 2015. október 31. 16:00 (CET) 11. forduló |

| Manchester City                   | 2 – 1               | Norwich City |
| --------------------------------- | ------------------- | ------------ |
| Otamendi 67' Touré 89' (11-esből) | (0 – 0) Jegyzőkönyv | 83' Jerome   |

| City of Manchester Stadium, Manchester Nézőszám: 53 418 Játékvezető: Richard Madley |

| 2015. október 3. 16:00 (CEST) 8. forduló |

| Manchester City                          | 6 – 1               | Newcastle United |
| ---------------------------------------- | ------------------- | ---------------- |
| Agüero 42' 49' 50' 60' 62' De Bruyne 53' | (1 – 1) Jegyzőkönyv | 18' Mitrović     |

| City of Manchester Stadium, Manchester Nézőszám: 53 850 Játékvezető: Kevin Friend |

| 2015. október 17. 16:00 (CEST) 9. forduló |

| Manchester City                    | 5 – 1               | Bournemouth |
| ---------------------------------- | ------------------- | ----------- |
| Sterling 7' 29' 45+3' Bony 11' 89' | (4 – 1) Jegyzőkönyv | 22' Murray  |

| City of Manchester Stadium, Manchester Nézőszám: 54 502 Játékvezető: Mike Dean |

| 2015. október 25. 15:05 (CEST) 10. forduló |

| Manchester United | 0 – 0               | Manchester City |
| ----------------- | ------------------- | --------------- |
|                   | (0 – 0) Jegyzőkönyv |                 |

| Old Trafford, Manchester Nézőszám: 75 329 Játékvezető: Mark Clattenburg |

| 2015. október 31. 16:00 (CET) 11. forduló |

| Manchester City                   | 2 – 1               | Norwich City |
| --------------------------------- | ------------------- | ------------ |
| Otamendi 67' Touré 89' (11-esből) | (0 – 0) Jegyzőkönyv | 83' Jerome   |

| City of Manchester Stadium, Manchester Nézőszám: 53 418 Játékvezető: Richard Madley |

| 2015. november 8. 14:30 (CET) 12. forduló |

| Aston Villa | 0 – 0               | Manchester City |
| ----------- | ------------------- | --------------- |
|             | (0 – 0) Jegyzőkönyv |                 |

| Villa Park, Birmingham Nézőszám: 36 757 Játékvezető: Craig Pawson |

| 2015. november 21. 18:30 (CET) 13. forduló |

| Manchester City | 1 – 4               | Liverpool                                      |
| --------------- | ------------------- | ---------------------------------------------- |
| Agüero 44'      | (1 – 3) Jegyzőkönyv | 7' Mangala 23' Coutinho 32' Firmino 81' Škrtel |

| City of Manchester Stadium, Manchester Nézőszám: 54 444 Játékvezető: Jonathan Moss |

| 2015. november 28. 16:00 (CET) 14. forduló |

| Manchester City                    | 3 – 1               | Southampton |
| ---------------------------------- | ------------------- | ----------- |
| De Bruyne 9' Delph 20' Kolarov 69' | (2 – 0) Jegyzőkönyv | 49' Long    |

| City of Manchester Stadium, Manchester Nézőszám: 54 102 Játékvezető: Roger East |

| 2015. november 8. 14:30 (CET) 12. forduló |

| Aston Villa | 0 – 0               | Manchester City |
| ----------- | ------------------- | --------------- |
|             | (0 – 0) Jegyzőkönyv |                 |

| Villa Park, Birmingham Nézőszám: 36 757 Játékvezető: Craig Pawson |

| 2015. november 21. 18:30 (CET) 13. forduló |

| Manchester City | 1 – 4               | Liverpool                                      |
| --------------- | ------------------- | ---------------------------------------------- |
| Agüero 44'      | (1 – 3) Jegyzőkönyv | 7' Mangala 23' Coutinho 32' Firmino 81' Škrtel |

| City of Manchester Stadium, Manchester Nézőszám: 54 444 Játékvezető: Jonathan Moss |

| 2015. november 28. 16:00 (CET) 14. forduló |

| Manchester City                    | 3 – 1               | Southampton |
| ---------------------------------- | ------------------- | ----------- |
| De Bruyne 9' Delph 20' Kolarov 69' | (2 – 0) Jegyzőkönyv | 49' Long    |

| City of Manchester Stadium, Manchester Nézőszám: 54 102 Játékvezető: Roger East |

| 2015. december 5. 13:45 (CET) 15. forduló |

| Stoke City        | 2 – 0               | Manchester City |
| ----------------- | ------------------- | --------------- |
| Arnautović 7' 15' | (2 – 0) Jegyzőkönyv |                 |

| Britannia Stadion, Stoke-on-Trent Nézőszám: 27 000 Játékvezető: Martin Atkinson |

| 2015. december 12. 16:00 (CET) 16. forduló |

| Manchester City        | 2 – 1               | Swansea City |
| ---------------------- | ------------------- | ------------ |
| Bony 26' Iheanacho 92' | (1 – 0) Jegyzőkönyv | 90' Gomis    |

| City of Manchester Stadium, Manchester Nézőszám: 53 052 Játékvezető: Robert Madley |

| 2015. december 21. 21:00 (CET) 17. forduló |

| Arsenal                  | 2 – 1               | Manchester City |
| ------------------------ | ------------------- | --------------- |
| Walcott 33' Giroud 45+1' | (2 – 0) Jegyzőkönyv | 82' Touré       |

| Emirates Stadion, London Nézőszám: 60 053 Játékvezető: Andre Marriner |

| 2015. december 26. 16:00 (CET) 18. forduló |

| Manchester City                               | 4 – 1   | Sunderland |
| --------------------------------------------- | ------- | ---------- |
| Sterling 12' Touré 17' Bony 22' De Bruyne 54' | (3 – 0) | 59' Borini |

| City of Manchester Stadium, Manchester Nézőszám: 54 523 Játékvezető: Anthony Taylor |

| 2015. december 29. 20:45 (CET) 19. forduló |

| Leicester City | 0 – 0   | Manchester City |
| -------------- | ------- | --------------- |
|                | (0 – 0) |                 |

| King Power Stadion, Leicester Nézőszám: 32 072 Játékvezető: Craig Pawson |

| 2015. december 5. 13:45 (CET) 15. forduló |

| Stoke City        | 2 – 0               | Manchester City |
| ----------------- | ------------------- | --------------- |
| Arnautović 7' 15' | (2 – 0) Jegyzőkönyv |                 |

| Britannia Stadion, Stoke-on-Trent Nézőszám: 27 000 Játékvezető: Martin Atkinson |

| 2015. december 12. 16:00 (CET) 16. forduló |

| Manchester City        | 2 – 1               | Swansea City |
| ---------------------- | ------------------- | ------------ |
| Bony 26' Iheanacho 92' | (1 – 0) Jegyzőkönyv | 90' Gomis    |

| City of Manchester Stadium, Manchester Nézőszám: 53 052 Játékvezető: Robert Madley |

| 2015. december 21. 21:00 (CET) 17. forduló |

| Arsenal                  | 2 – 1               | Manchester City |
| ------------------------ | ------------------- | --------------- |
| Walcott 33' Giroud 45+1' | (2 – 0) Jegyzőkönyv | 82' Touré       |

| Emirates Stadion, London Nézőszám: 60 053 Játékvezető: Andre Marriner |

| 2015. december 26. 16:00 (CET) 18. forduló |

| Manchester City                               | 4 – 1   | Sunderland |
| --------------------------------------------- | ------- | ---------- |
| Sterling 12' Touré 17' Bony 22' De Bruyne 54' | (3 – 0) | 59' Borini |

| City of Manchester Stadium, Manchester Nézőszám: 54 523 Játékvezető: Anthony Taylor |

| 2015. december 29. 20:45 (CET) 19. forduló |

| Leicester City | 0 – 0   | Manchester City |
| -------------- | ------- | --------------- |
|                | (0 – 0) |                 |

| King Power Stadion, Leicester Nézőszám: 32 072 Játékvezető: Craig Pawson |

| 2016. január 2. 18:30 (CET) 20. forduló |

| Watford    | 1 – 2   | Manchester City      |
| ---------- | ------- | -------------------- |
| Watson 55' | (0 – 0) | 82' Touré 84' Agüero |

| Vicarage Road, Watford Nézőszám: 20 676 Játékvezető: Martin Atkinson |

| 2016. január 13. 20:45 (CET) 21. forduló |

| Manchester City | 0 – 0   | Everton |
| --------------- | ------- | ------- |
|                 | (0 – 0) |         |

| City of Manchester Stadium, Manchester Nézőszám: 53 796 Játékvezető: Roger East |

| 2016. január 16. 16:00 (CET) 22. forduló |

| Manchester City                    | 4 – 0   | Crystal Palace |
| ---------------------------------- | ------- | -------------- |
| Delph 22' Agüero 41' 68' Silva 84' | (2 – 0) |                |

| City of Manchester Stadium, Manchester Nézőszám: 53 983 Játékvezető: Jonathan Moss |

| 2016. január 23. 18:30 (CET) 23. forduló |

| West Ham United | 2 – 2   | Manchester City          |
| --------------- | ------- | ------------------------ |
| Valencia 1' 56' | (1 – 1) | 9' (11-esből) 81' Agüero |

| Boleyn Ground, London Nézőszám: 34 977 Játékvezető: Craig Pawson |

| 2016. január 2. 18:30 (CET) 20. forduló |

| Watford    | 1 – 2   | Manchester City      |
| ---------- | ------- | -------------------- |
| Watson 55' | (0 – 0) | 82' Touré 84' Agüero |

| Vicarage Road, Watford Nézőszám: 20 676 Játékvezető: Martin Atkinson |

| 2016. január 13. 20:45 (CET) 21. forduló |

| Manchester City | 0 – 0   | Everton |
| --------------- | ------- | ------- |
|                 | (0 – 0) |         |

| City of Manchester Stadium, Manchester Nézőszám: 53 796 Játékvezető: Roger East |

| 2016. január 16. 16:00 (CET) 22. forduló |

| Manchester City                    | 4 – 0   | Crystal Palace |
| ---------------------------------- | ------- | -------------- |
| Delph 22' Agüero 41' 68' Silva 84' | (2 – 0) |                |

| City of Manchester Stadium, Manchester Nézőszám: 53 983 Játékvezető: Jonathan Moss |

| 2016. január 23. 18:30 (CET) 23. forduló |

| West Ham United | 2 – 2   | Manchester City          |
| --------------- | ------- | ------------------------ |
| Valencia 1' 56' | (1 – 1) | 9' (11-esből) 81' Agüero |

| Boleyn Ground, London Nézőszám: 34 977 Játékvezető: Craig Pawson |

| 2016. február 2. 20:45 (CET) 24. forduló |

| Sunderland | 0 – 1   | Manchester City |
| ---------- | ------- | --------------- |
|            | (0 – 1) | 16' Agüero      |

| Stadium of Light, Sunderland Nézőszám: 38 852 Játékvezető: Stuart Attwell |

| 2016. február 6. 13:45 (CET) 25. forduló |

| Manchester City | 1 – 3   | Leicester City         |
| --------------- | ------- | ---------------------- |
| Agüero 87'      | (0 – 1) | 3' 60' Huth 48' Mahrez |

| City of Manchester Stadium, Manchester Nézőszám: 54 693 Játékvezető: Anthony Taylor |

| 2016. február 14. 13:45 (CET) 26. forduló |

| Manchester City | 1 – 2   | Tottenham Hotspur               |
| --------------- | ------- | ------------------------------- |
| Iheanacho 74'   | (0 – 0) | 53' (11-esből) Kane 83' Eriksen |

| City of Manchester Stadium, Manchester Nézőszám: 54 551 Játékvezető: Mark Clattenburg |

| 2016. február 2. 20:45 (CET) 24. forduló |

| Sunderland | 0 – 1   | Manchester City |
| ---------- | ------- | --------------- |
|            | (0 – 1) | 16' Agüero      |

| Stadium of Light, Sunderland Nézőszám: 38 852 Játékvezető: Stuart Attwell |

| 2016. február 6. 13:45 (CET) 25. forduló |

| Manchester City | 1 – 3   | Leicester City         |
| --------------- | ------- | ---------------------- |
| Agüero 87'      | (0 – 1) | 3' 60' Huth 48' Mahrez |

| City of Manchester Stadium, Manchester Nézőszám: 54 693 Játékvezető: Anthony Taylor |

| 2016. február 14. 13:45 (CET) 26. forduló |

| Manchester City | 1 – 2   | Tottenham Hotspur               |
| --------------- | ------- | ------------------------------- |
| Iheanacho 74'   | (0 – 0) | 53' (11-esből) Kane 83' Eriksen |

| City of Manchester Stadium, Manchester Nézőszám: 54 551 Játékvezető: Mark Clattenburg |

| 2016. március 2. 21:00 (CET) 27. forduló |

| Liverpool                          | 3 – 0   | Manchester City |
| ---------------------------------- | ------- | --------------- |
| Lallana 34' Milner 41' Firmino 57' | (2 – 0) |                 |

| Anfield Stadion, Liverpool Nézőszám: 43 597 Játékvezető: Martin Atkinson |

| 2016. március 5. 16:00 (CET) 28. forduló |

| Manchester City                       | 4 – 0   | Aston Villa |
| ------------------------------------- | ------- | ----------- |
| Touré 48' Agüero 50' 60' Sterling 66' | (0 – 0) |             |

| City of Manchester Stadium, Manchester Nézőszám: 53 892 Játékvezető: Lee Mason |

| 2016. március 12. 13:45 (CET) 29. forduló |

| Norwich City | 0 – 0   | Manchester City |
| ------------ | ------- | --------------- |
|              | (0 – 0) |                 |

| Carrow Road, Norwich Nézőszám: 26 323 Játékvezető: Jonathan Moss |

| 2016. március 20. 17:00 (CET) 30. forduló |

| Manchester City | 0 – 1   | Manchester United |
| --------------- | ------- | ----------------- |
|                 | (0 – 1) | 16' Rashford      |

| City of Manchester Stadium, Manchester Nézőszám: 54 557 Játékvezető: Michael Oliver |

| 2016. március 2. 21:00 (CET) 27. forduló |

| Liverpool                          | 3 – 0   | Manchester City |
| ---------------------------------- | ------- | --------------- |
| Lallana 34' Milner 41' Firmino 57' | (2 – 0) |                 |

| Anfield Stadion, Liverpool Nézőszám: 43 597 Játékvezető: Martin Atkinson |

| 2016. március 5. 16:00 (CET) 28. forduló |

| Manchester City                       | 4 – 0   | Aston Villa |
| ------------------------------------- | ------- | ----------- |
| Touré 48' Agüero 50' 60' Sterling 66' | (0 – 0) |             |

| City of Manchester Stadium, Manchester Nézőszám: 53 892 Játékvezető: Lee Mason |

| 2016. március 12. 13:45 (CET) 29. forduló |

| Norwich City | 0 – 0   | Manchester City |
| ------------ | ------- | --------------- |
|              | (0 – 0) |                 |

| Carrow Road, Norwich Nézőszám: 26 323 Játékvezető: Jonathan Moss |

| 2016. március 20. 17:00 (CET) 30. forduló |

| Manchester City | 0 – 1   | Manchester United |
| --------------- | ------- | ----------------- |
|                 | (0 – 1) | 16' Rashford      |

| City of Manchester Stadium, Manchester Nézőszám: 54 557 Játékvezető: Michael Oliver |

| 2016. április 2. 16:00 (CEST) 31. forduló |

| Bournemouth | 0 – 4   | Manchester City                                  |
| ----------- | ------- | ------------------------------------------------ |
|             | (0 – 3) | 7' Fernando 12' De Bruyne 19' Agüero 92' Kolarov |

| Dean Court, Bournemouth Nézőszám: 11 192 Játékvezető: Robert Madley |

| 2016. április 9. 18:30 (CEST) 32. forduló |

| Manchester City                 | 2 – 1   | West Bromwich Albion |
| ------------------------------- | ------- | -------------------- |
| Agüero 19' (11-esből) Nasri 66' | (1 – 1) | 6' Sessègnon         |

| City of Manchester Stadium, Manchester Nézőszám: 53 920 Játékvezető: Mike Jones |

| 2016. április 16. 18:30 (CEST) 33. forduló |

| Chelsea | 0 – 3   | Manchester City               |
| ------- | ------- | ----------------------------- |
|         | (0 – 1) | 33' 54' 80' (11-esből) Agüero |

| Stamford Bridge, London Nézőszám: 41 212 Játékvezető: Mike Dean |

| 2016. április 2. 16:00 (CEST) 31. forduló |

| Bournemouth | 0 – 4   | Manchester City                                  |
| ----------- | ------- | ------------------------------------------------ |
|             | (0 – 3) | 7' Fernando 12' De Bruyne 19' Agüero 92' Kolarov |

| Dean Court, Bournemouth Nézőszám: 11 192 Játékvezető: Robert Madley |

| 2016. április 9. 18:30 (CEST) 32. forduló |

| Manchester City                 | 2 – 1   | West Bromwich Albion |
| ------------------------------- | ------- | -------------------- |
| Agüero 19' (11-esből) Nasri 66' | (1 – 1) | 6' Sessègnon         |

| City of Manchester Stadium, Manchester Nézőszám: 53 920 Játékvezető: Mike Jones |

| 2016. április 16. 18:30 (CEST) 33. forduló |

| Chelsea | 0 – 3   | Manchester City               |
| ------- | ------- | ----------------------------- |
|         | (0 – 1) | 33' 54' 80' (11-esből) Agüero |

| Stamford Bridge, London Nézőszám: 41 212 Játékvezető: Mike Dean |

| 2016. április 19. 20:45 (CEST) 34. forduló |

| Newcastle United | 1 – 1   | Manchester City |
| ---------------- | ------- | --------------- |
| Anita 31'        | (1 – 1) | 14' Agüero      |

| St James’ Park, Newcastle upon Tyne Nézőszám: 46 424 Játékvezető: Kevin Friend |

| 2016. április 23. 13:45 (CET) 35. forduló |

| Manchester City                                      | 4 – 0   | Stoke City |
| ---------------------------------------------------- | ------- | ---------- |
| Fernando 35' Agüero 43' (11-esből) Iheanacho 64' 74' | (2 – 0) |            |

| City of Manchester Stadium, Manchester Nézőszám: 53 892 Játékvezető: Robert Madley |

| 2016. május 1. 17:30 (CET) 36. forduló |

| Southampton               | 4 – 2   | Manchester City   |
| ------------------------- | ------- | ----------------- |
| Long 25' Mané 28' 57' 68' | (2 – 1) | 44' 78' Iheanacho |

| St. Mary’s Stadium, Southampton Nézőszám: 31 472 Játékvezető: Andre Marriner |

| 2016. május 8. 17:00 (CEST) 37. forduló |

| Manchester City         | 2 – 2   | Arsenal                |
| ----------------------- | ------- | ---------------------- |
| Agüero 8' De Bruyne 51' | (1 – 1) | 10' Giroud 68' Sánchez |

| City of Manchester Stadium, Manchester Nézőszám: 54 425 Játékvezető: Anthony Taylor |

| 2016. május 15. 16:00 (CEST) 38. forduló |

| Swansea City | 1 – 1   | Manchester City |
| ------------ | ------- | --------------- |
| Ayew 45+1'   | (1 – 1) | 5' Iheanacho    |

| Liberty Stadion, Swansea Nézőszám: 20 934 Játékvezető: Mike Dean |

| 2016. május 1. 17:30 (CET) 36. forduló |

| Southampton               | 4 – 2   | Manchester City   |
| ------------------------- | ------- | ----------------- |
| Long 25' Mané 28' 57' 68' | (2 – 1) | 44' 78' Iheanacho |

| St. Mary’s Stadium, Southampton Nézőszám: 31 472 Játékvezető: Andre Marriner |

| 2016. május 8. 17:00 (CEST) 37. forduló |

| Manchester City         | 2 – 2   | Arsenal                |
| ----------------------- | ------- | ---------------------- |
| Agüero 8' De Bruyne 51' | (1 – 1) | 10' Giroud 68' Sánchez |

| City of Manchester Stadium, Manchester Nézőszám: 54 425 Játékvezető: Anthony Taylor |

| 2016. május 15. 16:00 (CEST) 38. forduló |

| Swansea City | 1 – 1   | Manchester City |
| ------------ | ------- | --------------- |
| Ayew 45+1'   | (1 – 1) | 5' Iheanacho    |

| Liberty Stadion, Swansea Nézőszám: 20 934 Játékvezető: Mike Dean |

#### Bajnoki tabella
| #   | Csapat                  | M  | GY | D  | V  | G+ – G– | GK  | P  | Megjegyzések  |
| --- | ----------------------- | -- | -- | -- | -- | ------- | --- | -- | ------------- |
| 1.  | Leicester City (B)      | 38 | 23 | 12 | 3  | 68–36   | +32 | 81 | BL–csoportkör |
| 2.  | Arsenal                 | 38 | 20 | 11 | 7  | 65–36   | +29 | 71 | BL–csoportkör |
| 3.  | Tottenham Hotspur       | 38 | 19 | 13 | 6  | 69–35   | +34 | 70 | BL–csoportkör |
| 4.  | Manchester City         | 38 | 19 | 9  | 10 | 71–41   | +30 | 66 | BL–rájátszás  |
| 5.  | Manchester United (KGY) | 38 | 19 | 9  | 10 | 49–35   | +14 | 66 | EL-csoportkör |
| 6.  | Southampton             | 38 | 18 | 9  | 11 | 59–41   | +18 | 63 | EL-rájátszás  |
| 7.  | West Ham United         | 38 | 16 | 14 | 8  | 65–51   | +14 | 62 |               |
| 8.  | Liverpool               | 38 | 16 | 12 | 10 | 63–50   | +13 | 60 |               |
| 9.  | Stoke City              | 38 | 14 | 9  | 15 | 41–55   | −14 | 51 |               |
| 10. | Chelsea CV              | 38 | 12 | 14 | 12 | 59–53   | +6  | 50 |               |
| 11. | Everton                 | 38 | 11 | 14 | 13 | 59–55   | +4  | 47 |               |
| 12. | Swansea City            | 38 | 12 | 11 | 15 | 42–52   | −10 | 47 |               |
| 13. | Watford Ú               | 38 | 12 | 9  | 17 | 40–50   | −10 | 45 |               |
| 14. | West Bromwich Albion    | 38 | 10 | 13 | 15 | 34–48   | −14 | 43 |               |
| 15. | Crystal Palace          | 38 | 11 | 9  | 18 | 39–51   | −12 | 42 |               |
| 16. | Bournemouth Ú           | 38 | 11 | 9  | 18 | 45–67   | −22 | 42 |               |
| 17. | Sunderland              | 38 | 9  | 12 | 17 | 48–62   | −14 | 39 |               |
| 18. | Newcastle United (K)    | 38 | 9  | 10 | 19 | 44–65   | −21 | 37 | Championship  |
| 19. | Norwich City Ú (K)      | 38 | 9  | 7  | 22 | 39–67   | −28 | 34 | Championship  |
| 20. | Aston Villa (K)         | 38 | 3  | 8  | 27 | 27–76   | −49 | 17 | Championship  |

Utolsó frissítés: 2016. május 17. 
Forrás: premierleague.com 
A rangsorolás alapszabályai: 1. összpontszám, 2. egymás elleni eredmények összpontszáma, 3. gólkülönbség, 4. szerzett gólok száma.
(B): Bajnokcsapat, (K): Kieső csapat, (F): Feljutó csapat, (I): Kupainduló, (R): A rájátszás győztese, (KGY): Kupagyőztes

### FA-kupa
| 2016. január 9. 16:00 (CET) |

| Norwich City | 0 – 3   | Manchester City                        |
| ------------ | ------- | -------------------------------------- |
|              | (0 – 2) | 16' Agüero 31' Iheanacho 78' De Bruyne |

| Carrow Road, Norwich Nézőszám: 24 507 Játékvezető: Mike Dean |

| 2016. január 9. 16:00 (CET) |

| Norwich City | 0 – 3   | Manchester City                        |
| ------------ | ------- | -------------------------------------- |
|              | (0 – 2) | 16' Agüero 31' Iheanacho 78' De Bruyne |

| Carrow Road, Norwich Nézőszám: 24 507 Játékvezető: Mike Dean |

| 2016. január 30. 16:00 (CET) |

| Aston Villa | 0 – 4   | Manchester City                              |
| ----------- | ------- | -------------------------------------------- |
|             | (0 – 2) | 4' 24' (11-esből) 74' Iheanacho 76' Sterling |

| Villa Park, Birmingham Nézőszám: 23 636 Játékvezető: Mike Jones |

| 2016. január 30. 16:00 (CET) |

| Aston Villa | 0 – 4   | Manchester City                              |
| ----------- | ------- | -------------------------------------------- |
|             | (0 – 2) | 4' 24' (11-esből) 74' Iheanacho 76' Sterling |

| Villa Park, Birmingham Nézőszám: 23 636 Játékvezető: Mike Jones |

| 2016. február 21. 17:00 (CET) |

| Chelsea                                                | 5 – 1   | Manchester City |
| ------------------------------------------------------ | ------- | --------------- |
| Costa 35' Willian 48' Cahill 53' Hazard 67' Traoré 89' | (1 – 1) | 37' Faupala     |

| Stamford Bridge, London Nézőszám: 41 594 Játékvezető: Andre Marriner |

| 2016. február 21. 17:00 (CET) |

| Chelsea                                                | 5 – 1   | Manchester City |
| ------------------------------------------------------ | ------- | --------------- |
| Costa 35' Willian 48' Cahill 53' Hazard 67' Traoré 89' | (1 – 1) | 37' Faupala     |

| Stamford Bridge, London Nézőszám: 41 594 Játékvezető: Andre Marriner |

### Ligakupa
| 2015. szeptember 22. 20:45 (CEST) |

| Sunderland | 1 – 4               | Manchester City                                             |
| ---------- | ------------------- | ----------------------------------------------------------- |
|            | (0 – 4) Jegyzőkönyv | 9' (11-esből) Agüero 25' De Bruyne 33' Mannone 36' Sterling |

| Stadium of Light, Sunderland Nézőszám: 21 644 Játékvezető: Roger East |

| 2015. szeptember 22. 20:45 (CEST) |

| Sunderland | 1 – 4               | Manchester City                                             |
| ---------- | ------------------- | ----------------------------------------------------------- |
|            | (0 – 4) Jegyzőkönyv | 9' (11-esből) Agüero 25' De Bruyne 33' Mannone 36' Sterling |

| Stadium of Light, Sunderland Nézőszám: 21 644 Játékvezető: Roger East |

| 2015. október 28. 21:25 (CET) |

| Manchester City                                                      | 5 – 1               | Crystal Palace |
| -------------------------------------------------------------------- | ------------------- | -------------- |
| Bony 32' De Bruyne 44' Iheanacho 59' Touré 76' (11-esből) García 94' | (4 – 1) Jegyzőkönyv | 89' Delaney    |

| City of Manchester Stadium, Manchester Nézőszám: 40 585 Játékvezető: Paul Tierney |

| 2015. október 28. 21:25 (CET) |

| Manchester City                                                      | 5 – 1               | Crystal Palace |
| -------------------------------------------------------------------- | ------------------- | -------------- |
| Bony 32' De Bruyne 44' Iheanacho 59' Touré 76' (11-esből) García 94' | (4 – 1) Jegyzőkönyv | 89' Delaney    |

| City of Manchester Stadium, Manchester Nézőszám: 40 585 Játékvezető: Paul Tierney |

| 2015. december 1. 20:45 (CET) |

| Manchester City                          | 4 – 1               | Hull City     |
| ---------------------------------------- | ------------------- | ------------- |
| Bony 12' Iheanacho 80' De Bruyne 82' 87' | (1 – 0) Jegyzőkönyv | 92' Robertson |

| City of Manchester Stadium, Manchester Nézőszám: 38 246 Játékvezető: Mike Jones |

| 2015. december 1. 20:45 (CET) |

| Manchester City                          | 4 – 1               | Hull City     |
| ---------------------------------------- | ------------------- | ------------- |
| Bony 12' Iheanacho 80' De Bruyne 82' 87' | (1 – 0) Jegyzőkönyv | 92' Robertson |

| City of Manchester Stadium, Manchester Nézőszám: 38 246 Játékvezető: Mike Jones |

| 2016. január 6. 21:00 (CET) 1. mérkőzés |

| Everton               | 2 – 1               | Manchester City |
| --------------------- | ------------------- | --------------- |
| Mori 45+1' Lukaku 78' | (1 – 0) Jegyzőkönyv | 76' Navas       |

| Goodison Park, Liverpool Nézőszám: 34 027 Játékvezető: Robert Madley |

| 2016. január 27. 20:45 (CET) 2. mérkőzés |

| Manchester City                          | 3 – 1               | Everton     |
| ---------------------------------------- | ------------------- | ----------- |
| Fernandinho 24' De Bruyne 70' Agüero 76' | (1 – 1) Jegyzőkönyv | 18' Barkley |

| City of Manchester Stadium, Manchester Nézőszám: 50 048 Játékvezető: Martin Atkinson |

| 2016. január 6. 21:00 (CET) 1. mérkőzés |

| Everton               | 2 – 1               | Manchester City |
| --------------------- | ------------------- | --------------- |
| Mori 45+1' Lukaku 78' | (1 – 0) Jegyzőkönyv | 76' Navas       |

| Goodison Park, Liverpool Nézőszám: 34 027 Játékvezető: Robert Madley |

| 2016. január 27. 20:45 (CET) 2. mérkőzés |

| Manchester City                          | 3 – 1               | Everton     |
| ---------------------------------------- | ------------------- | ----------- |
| Fernandinho 24' De Bruyne 70' Agüero 76' | (1 – 1) Jegyzőkönyv | 18' Barkley |

| City of Manchester Stadium, Manchester Nézőszám: 50 048 Játékvezető: Martin Atkinson |

| 2016. február 28. 17:30 (CET) |

| Liverpool                  | 1 – 1                             | Manchester City                |
| -------------------------- | --------------------------------- | ------------------------------ |
| Coutinho 83'               | (0 – 0, 1 – 1, 1 – 1) Jegyzőkönyv | 49' Fernandinho                |
| Büntetőpárbaj              |                                   |                                |
| Can Lucas Coutinho Lallana | 1 – 3                             | Fernandinho Navas Agüero Touré |

| Wembley Stadion, London Nézőszám: 86 206 Játékvezető: Michael Oliver |

| 2016. február 28. 17:30 (CET) |

| Liverpool                  | 1 – 1                             | Manchester City                |
| -------------------------- | --------------------------------- | ------------------------------ |
| Coutinho 83'               | (0 – 0, 1 – 1, 1 – 1) Jegyzőkönyv | 49' Fernandinho                |
| Büntetőpárbaj              |                                   |                                |
| Can Lucas Coutinho Lallana | 1 – 3                             | Fernandinho Navas Agüero Touré |

| Wembley Stadion, London Nézőszám: 86 206 Játékvezető: Michael Oliver |

### Bajnokok Ligája
| 2015. szeptember 15. 20:45 (CEST) |

| Manchester City | 1 – 2               | Juventus                 |
| --------------- | ------------------- | ------------------------ |
| Chiellini 57'   | (0 – 0) Jegyzőkönyv | 70' Mandžukić 81' Morata |

| City of Manchester Stadium, Manchester Nézőszám: 50 363 Játékvezető: Damir Skomina (szlovén) |

| 2015. szeptember 30. 20:45 (CEST) |

| Borussia Mönchengladbach | 1 – 2               | Manchester City                       |
| ------------------------ | ------------------- | ------------------------------------- |
| Stindl 54'               | (0 – 0) Jegyzőkönyv | 65' Christensen 90' (11-esből) Agüero |

| Borussia-Park Stadion, Mönchengladbach Nézőszám: 46 279 Játékvezető: Clément Turpin (francia) |

| 2015. október 21. 20:45 (CEST) |

| Manchester City        | 2 – 1               | Sevilla         |
| ---------------------- | ------------------- | --------------- |
| Rami 36' De Bruyne 91' | (1 – 1) Jegyzőkönyv | 30' Konopljanka |

| City of Manchester Stadium, Manchester Nézőszám: 45 595 Játékvezető: Bas Nijhuis (holland) |

| 2015. november 3. 20:45 (CET) |

| Sevilla         | 1 – 3               | Manchester City                      |
| --------------- | ------------------- | ------------------------------------ |
| Trémoulinas 25' | (1 – 3) Jegyzőkönyv | 8' Sterling 11' Fernandinho 36' Bony |

| Estadio Ramón Sánchez Pizjuán, Sevilla Nézőszám: 39 261 Játékvezető: Svein Oddvar Moen (norvég) |

| 2015. november 25. 20:45 (CET) |

| Juventus      | 1 – 0               | Manchester City |
| ------------- | ------------------- | --------------- |
| Mandžukić 18' | (1 – 0) Jegyzőkönyv |                 |

| Juventus Stadion, Torino Nézőszám: 38 193 Játékvezető: Felix Brych (német) |

| 2015. december 8. 20:45 (CET) |

| Manchester City                     | 4 – 2               | Borussia Mönchengladbach |
| ----------------------------------- | ------------------- | ------------------------ |
| Silva 16' Sterling 80' 81' Bony 85' | (1 – 2) Jegyzőkönyv | 19' Korb 42' Raffael     |

| City of Manchester Stadium, Manchester Nézőszám: 41 829 Játékvezető: Danny Makkelie (holland) |

| Csapat          | M | Gy | D | V | G+ | G– | Gk | P  |
| --------------- | - | -- | - | - | -- | -- | -- | -- |
| Manchester City | 6 | 4  | 0 | 2 | 12 | 8  | +4 | 12 |
| Juventus        | 6 | 3  | 2 | 1 | 6  | 3  | +3 | 11 |
| Sevilla         | 6 | 2  | 0 | 4 | 8  | 11 | -3 | 6  |
| Mönchengladbach | 6 | 1  | 2 | 3 | 8  | 12 | -4 | 5  |

|                 | MCI   | JUV   | SEV   | MÖN   |
| --------------- | ----- | ----- | ----- | ----- |
| Manchester City | –     | 1 – 2 | 2 – 1 | 4 – 2 |
| Juventus        | 1 – 0 | –     | 2 – 0 | 0 – 0 |
| Sevilla         | 1 – 3 | 1 – 0 | –     | 3 – 0 |
| Mönchengladbach | 1 – 2 | 1 – 1 | 4 – 2 | –     |

| Csapat          | M | Gy | D | V | G+ | G– | Gk | P  |
| --------------- | - | -- | - | - | -- | -- | -- | -- |
| Manchester City | 6 | 4  | 0 | 2 | 12 | 8  | +4 | 12 |
| Juventus        | 6 | 3  | 2 | 1 | 6  | 3  | +3 | 11 |
| Sevilla         | 6 | 2  | 0 | 4 | 8  | 11 | -3 | 6  |
| Mönchengladbach | 6 | 1  | 2 | 3 | 8  | 12 | -4 | 5  |

|                 | MCI   | JUV   | SEV   | MÖN   |
| --------------- | ----- | ----- | ----- | ----- |
| Manchester City | –     | 1 – 2 | 2 – 1 | 4 – 2 |
| Juventus        | 1 – 0 | –     | 2 – 0 | 0 – 0 |
| Sevilla         | 1 – 3 | 1 – 0 | –     | 3 – 0 |
| Mönchengladbach | 1 – 2 | 1 – 1 | 4 – 2 | –     |

| 2015. szeptember 15. 20:45 (CEST) |

| Manchester City | 1 – 2               | Juventus                 |
| --------------- | ------------------- | ------------------------ |
| Chiellini 57'   | (0 – 0) Jegyzőkönyv | 70' Mandžukić 81' Morata |

| City of Manchester Stadium, Manchester Nézőszám: 50 363 Játékvezető: Damir Skomina (szlovén) |

| 2015. szeptember 30. 20:45 (CEST) |

| Borussia Mönchengladbach | 1 – 2               | Manchester City                       |
| ------------------------ | ------------------- | ------------------------------------- |
| Stindl 54'               | (0 – 0) Jegyzőkönyv | 65' Christensen 90' (11-esből) Agüero |

| Borussia-Park Stadion, Mönchengladbach Nézőszám: 46 279 Játékvezető: Clément Turpin (francia) |

| 2015. október 21. 20:45 (CEST) |

| Manchester City        | 2 – 1               | Sevilla         |
| ---------------------- | ------------------- | --------------- |
| Rami 36' De Bruyne 91' | (1 – 1) Jegyzőkönyv | 30' Konopljanka |

| City of Manchester Stadium, Manchester Nézőszám: 45 595 Játékvezető: Bas Nijhuis (holland) |

| 2015. november 3. 20:45 (CET) |

| Sevilla         | 1 – 3               | Manchester City                      |
| --------------- | ------------------- | ------------------------------------ |
| Trémoulinas 25' | (1 – 3) Jegyzőkönyv | 8' Sterling 11' Fernandinho 36' Bony |

| Estadio Ramón Sánchez Pizjuán, Sevilla Nézőszám: 39 261 Játékvezető: Svein Oddvar Moen (norvég) |

| 2015. november 25. 20:45 (CET) |

| Juventus      | 1 – 0               | Manchester City |
| ------------- | ------------------- | --------------- |
| Mandžukić 18' | (1 – 0) Jegyzőkönyv |                 |

| Juventus Stadion, Torino Nézőszám: 38 193 Játékvezető: Felix Brych (német) |

| 2015. december 8. 20:45 (CET) |

| Manchester City                     | 4 – 2               | Borussia Mönchengladbach |
| ----------------------------------- | ------------------- | ------------------------ |
| Silva 16' Sterling 80' 81' Bony 85' | (1 – 2) Jegyzőkönyv | 19' Korb 42' Raffael     |

| City of Manchester Stadium, Manchester Nézőszám: 41 829 Játékvezető: Danny Makkelie (holland) |

| Csapat          | M | Gy | D | V | G+ | G– | Gk | P  |
| --------------- | - | -- | - | - | -- | -- | -- | -- |
| Manchester City | 6 | 4  | 0 | 2 | 12 | 8  | +4 | 12 |
| Juventus        | 6 | 3  | 2 | 1 | 6  | 3  | +3 | 11 |
| Sevilla         | 6 | 2  | 0 | 4 | 8  | 11 | -3 | 6  |
| Mönchengladbach | 6 | 1  | 2 | 3 | 8  | 12 | -4 | 5  |

|                 | MCI   | JUV   | SEV   | MÖN   |
| --------------- | ----- | ----- | ----- | ----- |
| Manchester City | –     | 1 – 2 | 2 – 1 | 4 – 2 |
| Juventus        | 1 – 0 | –     | 2 – 0 | 0 – 0 |
| Sevilla         | 1 – 3 | 1 – 0 | –     | 3 – 0 |
| Mönchengladbach | 1 – 2 | 1 – 1 | 4 – 2 | –     |

| Csapat          | M | Gy | D | V | G+ | G– | Gk | P  |
| --------------- | - | -- | - | - | -- | -- | -- | -- |
| Manchester City | 6 | 4  | 0 | 2 | 12 | 8  | +4 | 12 |
| Juventus        | 6 | 3  | 2 | 1 | 6  | 3  | +3 | 11 |
| Sevilla         | 6 | 2  | 0 | 4 | 8  | 11 | -3 | 6  |
| Mönchengladbach | 6 | 1  | 2 | 3 | 8  | 12 | -4 | 5  |

|                 | MCI   | JUV   | SEV   | MÖN   |
| --------------- | ----- | ----- | ----- | ----- |
| Manchester City | –     | 1 – 2 | 2 – 1 | 4 – 2 |
| Juventus        | 1 – 0 | –     | 2 – 0 | 0 – 0 |
| Sevilla         | 1 – 3 | 1 – 0 | –     | 3 – 0 |
| Mönchengladbach | 1 – 2 | 1 – 1 | 4 – 2 | –     |

| 2016. február 24. 20:45 (CET) |

| Dinamo Kijiv   | 1 – 3               | Manchester City                |
| -------------- | ------------------- | ------------------------------ |
| Bujalszkij 59' | (0 – 2) Jegyzőkönyv | 15' Agüero 40' Silva 90' Touré |

| Olimpiai Stadion, Kijev Nézőszám: 53 691 Játékvezető: Antonio Mateu Lahoz (spanyol) |

| 2016. március 15. 20:45 (CEST) |

| Manchester City | 0 – 0               | Dinamo Kijiv |
| --------------- | ------------------- | ------------ |
|                 | (0 – 0) Jegyzőkönyv |              |

| City of Manchester Stadium, Manchester Nézőszám: 43 630 Játékvezető: Ovidiu Hațegan (román) |

| 2016. február 24. 20:45 (CET) |

| Dinamo Kijiv   | 1 – 3               | Manchester City                |
| -------------- | ------------------- | ------------------------------ |
| Bujalszkij 59' | (0 – 2) Jegyzőkönyv | 15' Agüero 40' Silva 90' Touré |

| Olimpiai Stadion, Kijev Nézőszám: 53 691 Játékvezető: Antonio Mateu Lahoz (spanyol) |

| 2016. március 15. 20:45 (CEST) |

| Manchester City | 0 – 0               | Dinamo Kijiv |
| --------------- | ------------------- | ------------ |
|                 | (0 – 0) Jegyzőkönyv |              |

| City of Manchester Stadium, Manchester Nézőszám: 43 630 Játékvezető: Ovidiu Hațegan (román) |

| 2016. április 6. 20:45 (CEST) |

| PSG                        | 2 – 2               | Manchester City               |
| -------------------------- | ------------------- | ----------------------------- |
| Ibrahimović 41' Rabiot 59' | (1 – 1) Jegyzőkönyv | 38' De Bruyne 72' Fernandinho |

| Parc des Princes, Párizs Nézőszám: 47 228 Játékvezető: Milorad Mažić (szerb) |

| 2016. április 6. 20:45 (CEST) |

| PSG                        | 2 – 2               | Manchester City               |
| -------------------------- | ------------------- | ----------------------------- |
| Ibrahimović 41' Rabiot 59' | (1 – 1) Jegyzőkönyv | 38' De Bruyne 72' Fernandinho |

| Parc des Princes, Párizs Nézőszám: 47 228 Játékvezető: Milorad Mažić (szerb) |

| 2016. április 12. 20:45 (CEST) |

| Manchester City | 1 – 0               | PSG |
| --------------- | ------------------- | --- |
| De Bruyne 76'   | (0 – 0) Jegyzőkönyv |     |

| City of Manchester Stadium, Manchester Nézőszám: 53 039 Játékvezető: Carlos Velasco Carballo (spanyol) |

| 2016. április 26. 20:45 (CEST) |

| Manchester City | 0 – 0               | Real Madrid |
| --------------- | ------------------- | ----------- |
|                 | (0 – 0) Jegyzőkönyv |             |

| City of Manchester Stadium, Manchester Nézőszám: 52 221 Játékvezető: Cüneyt Çakır (török) |

| 2016. május 4. 20:45 (CEST) |

| Real Madrid  | 1 – 0               | Manchester City |
| ------------ | ------------------- | --------------- |
| Fernando 20' | (1 – 0) Jegyzőkönyv |                 |

| Santiago Bernabéu, Madrid Nézőszám: 78 300 Játékvezető: Damir Skomina (szlovén) |

| 2016. április 26. 20:45 (CEST) |

| Manchester City | 0 – 0               | Real Madrid |
| --------------- | ------------------- | ----------- |
|                 | (0 – 0) Jegyzőkönyv |             |

| City of Manchester Stadium, Manchester Nézőszám: 52 221 Játékvezető: Cüneyt Çakır (török) |

| 2016. május 4. 20:45 (CEST) |

| Real Madrid  | 1 – 0               | Manchester City |
| ------------ | ------------------- | --------------- |
| Fernando 20' | (1 – 0) Jegyzőkönyv |                 |

| Santiago Bernabéu, Madrid Nézőszám: 78 300 Játékvezető: Damir Skomina (szlovén) |

## Statisztikák

### Gólok
| #        | Nemz.            | Poszt    | Játékos            | PL | FA-kupa | Ligakupa | BL | Összesen |
| -------- | ---------------- | -------- | ------------------ | -- | ------- | -------- | -- | -------- |
| 16       | Argentína        | CS       | Sergio Agüero      | 24 | 1       | 2        | 2  | 29       |
| 17       | Belgium          | KP       | Kevin De Bruyne    | 7  | 1       | 5        | 3  | 16       |
| 72       | Nigéria          | CS       | Kelechi Iheanacho  | 8  | 4       | 2        | 0  | 14       |
| 7        | Anglia           | CS       | Raheem Sterling    | 6  | 1       | 1        | 3  | 11       |
| 14       | Elefántcsontpart | CS       | Wilfried Bony      | 4  | 0       | 2        | 2  | 8        |
| 42       | Elefántcsontpart | KP       | Yaya Touré         | 6  | 0       | 1        | 1  | 8        |
| 25       | Brazília         | KP       | Fernandinho        | 2  | 0       | 2        | 2  | 6        |
| 21       | Spanyolország    | KP       | David Silva        | 2  | 0       | 0        | 2  | 4        |
| 13       | Szerbia          | H        | Aleksandar Kolarov | 3  | 0       | 0        | 0  | 3        |
| 4        | Belgium          | H        | Vincent Kompany    | 2  | 0       | 0        | 0  | 2        |
| 18       | Anglia           | KP       | Fabian Delph       | 2  | 0       | 0        | 0  | 2        |
| 8        | Franciaország    | KP       | Samir Nasri        | 2  | 0       | 0        | 0  | 2        |
| 6        | Brazília         | KP       | Fernando           | 2  | 0       | 0        | 0  | 2        |
| 26       | Argentína        | H        | Martín Demichelis  | 0  | 0       | 0        | 1  | 1        |
| 76       | Spanyolország    | KP       | Manu García        | 0  | 0       | 1        | 0  | 1        |
| 30       | Argentína        | H        | Nicolás Otamendi   | 1  | 0       | 0        | 0  | 1        |
| 15       | Spanyolország    | KP       | Jesús Navas        | 0  | 0       | 1        | 0  | 1        |
| 51       | Franciaország    | CS       | David Faupala      | 0  | 1       | 0        | 0  | 1        |
| öngól    | öngól            | öngól    | öngól              | 0  | 0       | 1        | 2  | 3        |
| Összesen | Összesen         | Összesen | Összesen           | 71 | 8       | 18       | 18 | 115      |

### Lapok
| #        | Nemz.            | Poszt    | Játékos            | PL        | PL                                   | PL        | FA-kupa   | FA-kupa                              | FA-kupa   | Ligakupa  | Ligakupa                             | Ligakupa  | BL        | BL                                   | BL        | Összesen  | Összesen                             | Összesen  |
| #        | Nemz.            | Poszt    | Játékos            | Sárga lap | sárga lap · 2. sárga lap · kiállítva | kiállítva | Sárga lap | sárga lap · 2. sárga lap · kiállítva | kiállítva | Sárga lap | sárga lap · 2. sárga lap · kiállítva | kiállítva | Sárga lap | sárga lap · 2. sárga lap · kiállítva | kiállítva | Sárga lap | sárga lap · 2. sárga lap · kiállítva | kiállítva |
| -------- | ---------------- | -------- | ------------------ | --------- | ------------------------------------ | --------- | --------- | ------------------------------------ | --------- | --------- | ------------------------------------ | --------- | --------- | ------------------------------------ | --------- | --------- | ------------------------------------ | --------- |
| 30       | Argentína        | V        | Nicolás Otamendi   | 9         | 0                                    | 0         | 0         | 0                                    | 0         | 2         | 0                                    | 0         | 3         | 0                                    | 0         | 14        | 0                                    | 0         |
| 25       | Brazília         | KP       | Fernandinho        | 8         | 0                                    | 0         | 0         | 0                                    | 0         | 1         | 0                                    | 0         | 2         | 0                                    | 0         | 11        | 0                                    | 0         |
| 20       | Franciaország    | V        | Eliaquim Mangala   | 8         | 0                                    | 0         | 0         | 0                                    | 0         | 1         | 0                                    | 0         | 1         | 0                                    | 0         | 10        | 0                                    | 0         |
| 6        | Brazília         | KP       | Fernando           | 4         | 0                                    | 0         | 0         | 0                                    | 0         | 1         | 0                                    | 0         | 2         | 0                                    | 0         | 7         | 0                                    | 0         |
| 4        | Belgium          | V        | Vincent Kompany    | 5         | 0                                    | 0         | 0         | 0                                    | 0         | 1         | 0                                    | 0         | 0         | 0                                    | 0         | 6         | 0                                    | 0         |
| 3        | Franciaország    | V        | Bacary Sagna       | 4         | 0                                    | 0         | 0         | 0                                    | 0         | 0         | 0                                    | 0         | 1         | 0                                    | 0         | 5         | 0                                    | 0         |
| 26       | Argentína        | V        | Martín Demichelis  | 3         | 0                                    | 0         | 1         | 0                                    | 0         | 1         | 0                                    | 0         | 0         | 0                                    | 0         | 5         | 0                                    | 0         |
| 4        | Argentína        | V        | Pablo Zabaleta     | 3         | 0                                    | 0         | 1         | 0                                    | 0         | 0         | 0                                    | 0         | 0         | 0                                    | 0         | 4         | 0                                    | 0         |
| 13       | Szerbia          | V        | Aleksandar Kolarov | 3         | 0                                    | 0         | 0         | 0                                    | 0         | 1         | 0                                    | 0         | 0         | 0                                    | 0         | 4         | 0                                    | 0         |
| 42       | Elefántcsontpart | KP       | Yaya Touré         | 3         | 0                                    | 0         | 0         | 0                                    | 0         | 1         | 0                                    | 0         | 0         | 0                                    | 0         | 4         | 0                                    | 0         |
| 8        | Franciaország    | KP       | Samir Nasri        | 3         | 0                                    | 0         | 0         | 0                                    | 0         | 0         | 0                                    | 0         | 0         | 0                                    | 0         | 3         | 0                                    | 0         |
| 15       | Spanyolország    | KP       | Jesús Navas        | 1         | 0                                    | 0         | 0         | 0                                    | 0         | 0         | 0                                    | 0         | 2         | 0                                    | 0         | 3         | 0                                    | 0         |
| 17       | Belgium          | KP       | Kevin De Bruyne    | 2         | 0                                    | 0         | 0         | 0                                    | 0         | 0         | 0                                    | 0         | 1         | 0                                    | 0         | 3         | 0                                    | 0         |
| 7        | Anglia           | CS       | Raheem Sterling    | 1         | 0                                    | 0         | 1         | 0                                    | 0         | 0         | 0                                    | 0         | 0         | 0                                    | 0         | 2         | 0                                    | 0         |
| 14       | Elefántcsontpart | CS       | Wilfried Bony      | 1         | 0                                    | 0         | 0         | 0                                    | 0         | 0         | 0                                    | 0         | 1         | 0                                    | 0         | 2         | 0                                    | 0         |
| 21       | Spanyolország    | KP       | David Silva        | 1         | 0                                    | 0         | 0         | 0                                    | 0         | 0         | 0                                    | 0         | 1         | 0                                    | 0         | 2         | 0                                    | 0         |
| 10       | Argentína        | CS       | Sergio Agüero      | 1         | 0                                    | 0         | 0         | 0                                    | 0         | 0         | 0                                    | 0         | 0         | 0                                    | 0         | 1         | 0                                    | 0         |
| 18       | Anglia           | KP       | Fabian Delph       | 0         | 0                                    | 0         | 0         | 0                                    | 0         | 1         | 0                                    | 0         | 0         | 0                                    | 0         | 1         | 0                                    | 0         |
| 22       | Franciaország    | V        | Gaël Clichy        | 0         | 0                                    | 0         | 0         | 0                                    | 0         | 0         | 0                                    | 0         | 1         | 0                                    | 0         | 1         | 0                                    | 0         |
| 72       | Nigéria          | CS       | Kelechi Iheanacho  | 1         | 0                                    | 0         | 0         | 0                                    | 0         | 0         | 0                                    | 0         | 0         | 0                                    | 0         | 1         | 0                                    | 0         |
| Összesen | Összesen         | Összesen | Összesen           | 61        | 0                                    | 0         | 3         | 0                                    | 0         | 10        | 0                                    | 0         | 15        | 0                                    | 0         | 89        | 0                                    | 0         |

### Bajnoki helyezések fordulónként
| Forduló  | 1. | 2. | 3. | 4. | 5. | 6. | 7. | 8. | 9. | 10. | 11. | 12. | 13. | 14. | 15. | 16. | 17. | 18. | 19. |
| -------- | -- | -- | -- | -- | -- | -- | -- | -- | -- | --- | --- | --- | --- | --- | --- | --- | --- | --- | --- |
| Helyszín | I  | O  | I  | O  | I  | O  | I  | O  | O  | I   | O   | I   | O   | O   | I   | O   | I   | O   | I   |
| Eredmény | GY | GY | GY | GY | GY | V  | V  | GY | GY | D   | GY  | D   | V   | GY  | V   | GY  | V   | GY  | D   |
| Helyezés | 1. | 1. | 1. | 1. | 1. | 1. | 2. | 1. | 1. | 1.  | 1.  | 1.  | 3.  | 2.  | 3.  | 3.  | 3.  | 3.  | 3.  |

| Forduló  | 20. | 21. | 22. | 23. | 24. | 25. | 26. | 27. | 28. | 29. | 30. | 31. | 32. | 33. | 34. | 35. | 36. | 37. | 38. |
| -------- | --- | --- | --- | --- | --- | --- | --- | --- | --- | --- | --- | --- | --- | --- | --- | --- | --- | --- | --- |
| Helyszín | O   | I   | O   | I   | O   | I   | O   | I   | O   | I   | O   | I   | I   | O   | O   | I   | O   | I   | O   |
| Eredmény | GY  | D   | GY  | D   | GY  | V   | V   | D   | V   | GY  | D   | V   | GY  | GY  | GY  | GY  | V   | D   | D   |
| Helyezés | 3.  | 3.  | 3.  | 2.  | 2.  | 4.  | 4.  | 4.  | 4.  | 4.  | 4.  | 6.  | 5.  | 4.  | 4.  | 3.  | 4.  | 4.  | 4.  |

Magyarázat
- GY: győzelem, D: döntetlen, V: vereség

### Kezdő 11
Tétmérkőzésen leggyakoribb kezdő 11.
| Poz. | Név                | Kezdő | Egyéb kezdők                               |  |
| ---- | ------------------ | ----- | ------------------------------------------ |  |
| K    | Joe Hart           | 48    | Wilfredo Caballero 10                      |  |
| V    | Bacary Sagna       | 43    | Pablo Zabaleta 17                          |  |
| V    | Nicolás Otamendi   | 47    | Vincent Kompany 20 Oluwatosin Adarabioyo 1 |  |
| V    | Eliaquim Mangala   | 31    | Martín Demichelis 16                       |  |
| V    | Aleksandar Kolarov | 32    | Gaël Clichy 25                             |  |
| KP   | David Silva        | 34    | Raheem Sterling 33 Manu García 1           |  |
| KP   | Fernandinho        | 48    | Fernando 30 Aleix García 1                 |  |
| KP   | Yaya Touré         | 42    | Bersant Celina 1                           |  |
| KP   | Jesús Navas        | 36    | Samir Nasri 5 Fabian Delph 13              |  |
| KP   | Kevin De Bruyne    | 34    |                                            |  |
| CS   | Sergio Agüero      | 41    | Kelechi Iheanacho 10 Wilfried Bony 18      |  |

| Hart Sagna Otamendi Mangala Kolarov Fernandinho Touré Silva De Bruyne Navas Agüero |

## Díjak

### Premier LeagueA hónap játékosa
A Premier League szponzora választja minden hónapban
| Hónap   | City-játékos  |
| ------- | ------------- |
| Január  | Sergio Agüero |
| Április | Sergio Agüero |

### Premier LeagueA hónap edzője
A Premier League szponzora választja minden hónapban
|                   | Hónap     |
| ----------------- | --------- |
| Manuel Pellegrini | Augusztus |

### EtihadA hónap játékosa
A szurkolóktól a legtöbb szavazatot kapott játékos
| Hónap      | Játékos         |
| ---------- | --------------- |
| Augusztus  | David Silva     |
| Szeptember | Kevin De Bruyne |
| Október    | Kevin De Bruyne |
| November   | Fernandinho     |
| December   | Kevin De Bruyne |
| Január     | Sergio Agüero   |
| Február    | Vincent Kompany |
| Március    | Gaël Clichy     |
| Április    | Kevin De Bruyne |